# Епанчин, Александр Дмитриевич

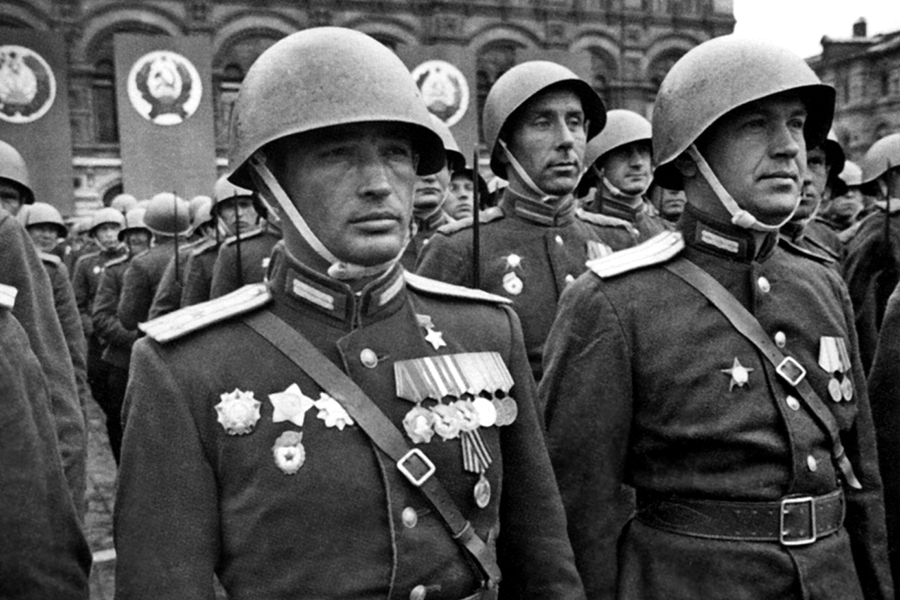
Герой Советского Союза гвардии полковник А. Д. Епанчин на Параде Победы в Москве 24 июня 1945 года.

Александр Дмитриевич Епанчин (1914—1991) — советский военачальник, генерал-лейтенант (22.02.1963), участник Великой Отечественной войны, Герой Советского Союза (1943).

## Биография
Александр Епанчин родился 30 июля (12 августа) 1914 год в селе Малые Алабухи 1-е (ныне — Грибановский район Воронежской области). Получил неполное среднее образование, работал на фабрике «Пестроткань». 
В 1931 году был призван на службу в Рабоче-крестьянскую Красную Армию. В 1934 году окончил Московскую пехотную школу. Командовал взводом и ротой в 52-м стрелковом полку, затем в 211-м стрелковом полку. С 1940 года — командир учебного батальона 76-го запасного стрелкового полка. 

## Великая Отечественная война
С начала Великой Отечественной войны — на её фронтах. Участвовал в битве за Москву. 11 сентября 1941 года командир батальона капитан Епанчин был ранен в ногу. в ноябре 1941 года попал со своим батальоном в окружение северо-западнее города Яхрома, сутки вёл бой в полном окружении и сковал большие силы противника, а затем сумел вырваться к своим. В контрнаступлении советских войск под Москвой капитан Епанчин командовал стрелковым батальоном 1-й гвардейской стрелковой бригады, и был награждён своей первой боевой наградой — орденом Красного Знамени за личное руководство боем в течение 3 суток во время взятия деревни Петушки, в ходе которого было отбито 15 контратак и уничтожено до 400 солдат противника.
С середины 1942 года майор Епанчин командовал 484-м стрелковым полком 321 стрелковой дивизии Сталинградского фронта, геройски действовал в тяжелейших боях оборонительного этапа Сталинградской битвы. В боях 5-6 августа 1942 года его батальон истребил до 400 солдат противника, а в бою 13 августа отбил 12 атак немецкой пехоты и до 40 танков, при этом было подбито 8 танков и уничтожено до 500 солдат противника. За эти бои был награждён орденом Красного Знамени.
Командир 91-го гвардейского стрелкового полка 33-й гвардейской стрелковой дивизии 1-го гвардейского стрелкового корпуса 2-й гвардейской армии Южного фронта гвардии майор Александр Епанчин особо отличился в ходе Ростовской операции 1943 года. Его полк за 9 дней наступления уничтожил до 500 солдат противника, захватил 2 противотанковых орудия, 2 продуктовых склада, 4 склада с боеприпасами, пулемёты, винтовки и др. Выполняя задачу по содействию выхода из окружения 4-го гвардейского механизированного корпуса, полк 18 февраля 1943 года захватил важную позицию у села Матвеев Курган Ростовской области и удерживал её до полного выполнения боевой задачи, отбивая непрерывные атаки немецких войск, поддерживаемых авиацией. В ходе этого боя у высоты 105,7 полк нанёс противнику большие потери в боевой технике и живой силе.
Указом Президиума Верховного Совета СССР «О присвоении звания Героя Советского Союза начальствующему и рядовому составу Красной Армии» от 17 апреля 1943 года за «образцовое выполнение боевых заданий командования на фронте борьбы с немецкими захватчиками и проявленные при этом отвагу и геройство» гвардии майор Александр Епанчин был удостоен высокого звания Героя Советского Союза с вручением ордена Ленина и медали «Золотая Звезда».
Затем воевал командиром 4-й механизированной бригады. Подполковник Епанчин за участие в разгроме Таганрогской группировки немцев и овладение городом Таганрог был персонально упомянут в Приказе Верховного Главнокомандующего № 5 от 30 августа 1943 года и награждён орденом Кутузова 2-й степени.
В 1943—1944 годах был заместителем командира 33-й гвардейской стрелковой дивизии и заместителем командира 11-й гвардейской воздушно-десантной бригады. В 1945 году полковник Епанчин командовал 346-м гвардейским стрелковым полком 104-й гвардейской стрелковой дивизии, который в ходе Венской наступательной операции уничтожил 18 танков, 14 САУ, 8 бронетранспортеров, 40 автомашин, 6 артиллерийских орудий, 15 пулемётов, до 1980 солдат и офицеров противника, а также захватил 32 автомашины, 7 пулемётов, 5 миномётов, 1 аэродром с 25 самолётами, 289 солдат противника, много иного вооружения и военных трофеев. За эту операцию командир полка был награждён орденом Суворова 3-й степени.
За время войны он три раза был ранен. Участник Парада Победы в Москве 24 июня 1945 года.

## После войны
После окончания войны он продолжил службу в Советской Армии. В 1947 году окончил курсы усовершенствования офицерского состава и 2 года командовал гвардейским стрелковым полком. В 1949—1951 годах был командиром 106-й гвардейской воздушно-десантной дивизии. Затем его направили на учёбу. 
В 1953 году окончил Высшую военную академию имени К. Е. Ворошилов, после чего был переведён в систему МВД СССР с большой группой других высокопоставленных офицеров для замены большого количества уволенных после ареста Л. П. Берия руководителей. В 1953—1956 годах командовал Отдельной мотострелковой дивизией особого назначения имени Ф. Э. Дзержинского в Москве. Генерал-майор (17.08.1953). С 1956 года — начальник штаба — первый заместитель начальника Главного управления пограничных и внутренних войск МВД СССР. С 29 марта по 20 апреля 1957 года исполнял должность начальник Главного управления внутренних и конвойных войск МВД СССР. Но в том же 1957 году по личной просьбе возвращён в Советскую Армию. Находился на военно-дипломатической работе. 
В 1970 году генерал-лейтенант А. Д. Епанчин был уволен в запас. 
Проживал в Москве, скончался 17 августа 1991 года, похоронен на Троекуровском кладбище Москвы.
Почётный гражданин города Снежное Донецкой области Украины. В честь Епанчина названа улица в Снежном.

## Награды
- Медаль «Золотая Звезда» Героя Советского Союза № 730 (17.04.1943);
- орден Ленина (17.04.1943);
- три ордена Красного Знамени (20.03.1942[8], 26.09.1942[9], 19.11.1951[10]);
- орден Кутузова II степени (17.09.1943);
- Орден Суворова III степени (30.04.1945)[11];
- орден Александра Невского (12.02.1943)[12];
- орден Отечественной войны 1-й степени (11.03.1985);
- орден Красной Звезды (05.11.1946)[10].
- медаль «За боевые заслуги» (03.11.1945)[10];
- медаль «За оборону Москвы»;
- медаль «За оборону Сталинграда»;
- медаль «За победу над Германией в Великой Отечественной войне 1941—1945 гг.»;
- медаль «Ветеран Вооружённых Сил СССР»;
- другие медали.

Награды иностранных государств
- орден Трудового Красного Знамени  (ВНР)